# St. Johann Baptist (Tennenbronn)

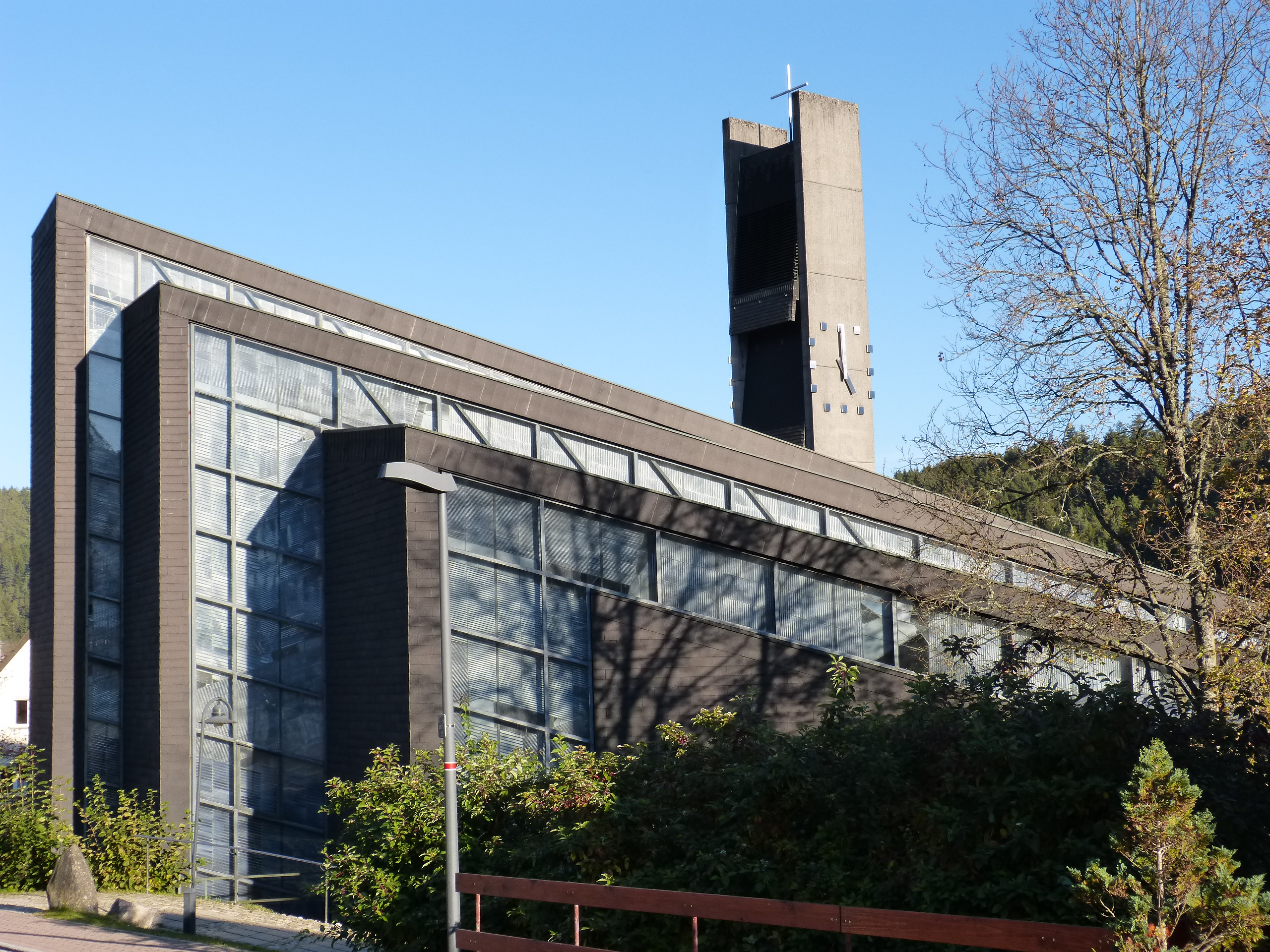
Pfarrkirche St. Johann Baptist

Die Kirche St. Johann Baptist ist die römisch-katholische Pfarrkirche von Schramberg-Tennenbronn in Baden-Württemberg. Schutzpatron ist Johannes der Täufer. Ihr Gemeindegebiet umfasst den Ortsteils Tennenbronn der Stadt Schramberg. Seit 2008 gehört die Pfarrei zur Seelsorgeeinheit St. Georgen-Tennenbronn.

## Geschichte
Die Tennenbronner Geschichte ist eng mit dem Kloster St. Georgen verknüpft, das hier über Jahrhunderte Besitzungen und Einfluss hatte. In einer Urkunde vom 26. März 1179 wird die Existenz einer Kirche belegt. Eine kleine Kirche aus Holz wurde im Jahr 1453 durch eine größere Kirche aus Stein ersetzt. Der dreistöckige Turm war spätgotisch und hatte ein spitzes Helmdach. Diese Kirche bestand nahezu 450 Jahre und wurde beim großen Dorfbrand am 12. Juli 1901 zerstört. An ihrer Stelle steht heute die nach dem Brand im neugotischen Stil errichtete und 1903 eingeweihte evangelische Kirche.
Immer wieder wechselten im Mittelalter die Grundherren. So waren es schließlich vier Grundherrschaften, die sich die Besitzungen im heutigen Gemeindegebiet teilten: Die Herren von Falkenstein zu Falkenstein (im Wesentlichen der später zum württembergischen Oberamt Hornberg gehörende Teil), die Herren von Falkenstein zu Ramstein (im Wesentlichen der später zur Herrschaft Schramberg gehörende Teil), der Stab Krummenschiltach (Langenschiltach) des Klosters St. Georgen und das Kloster Rottenmünster bei Rottweil (zwei Höfe auf dem Langenberg). Zwischen 1444 und 1449 verkauften die Herren von Falkenstein zu Falkenstein ihren Besitz an Graf Ludwig von Württemberg und an Hans von Rechberg. Der nun württembergische Teil wurde verwaltungsmäßig dem Amt Hornberg zugeordnet. Der an Hans von Rechberg verkaufte Anteil kam an die von ihm begründete Herrschaft Schramberg und später unter vorderösterreichische Regierung. Das Kloster St. Georgen besaß etwa 1/4 des Gemeindegebietes und die Patronatsherrschaft über die Kirche „Unser Lieber Frauen“.
Die Teilung in einen Hornberger, Schramberger und einen St. Georgener Stab wirkte sich im Zeitalter der Reformation schicksalhaft aus. Über die Patronatsherrschaft über die Pfarrkirche konnte das Herzogtum Württemberg auch in seinen beiden Teilen von Tennenbronn die Reformation einführen. So spaltete sich Tennenbronn für Jahrhunderte in einen katholischen und einen evangelischen Teil auf. Es entstanden schließlich sogar zwei politisch getrennte Gemeinden mit jeweils eigenem Stabsvogt (Bürgermeister), eigener Verwaltung, eigener Schule und eigenem Friedhof. Die Kirche von 1453 stand fortan im evangelischen Bereich des Ortes, die Katholiken wurden den Pfarreien Mariazell und Lauterbach zugeteilt. Während des Dreißigjährigen Krieges musste die Bevölkerung mehrmals kurzfristig die Konfession wechseln. Nach dem Westfälischen Frieden von 1648 versuchte die Bevölkerung vergeblich, ein Simultaneum, also eine gemeinsame Benutzung der Kirche durch beide Konfessionen, einzuführen.
Ab der Mitte des 18. Jahrhunderts bemühten sich die Tennenbronner Katholiken um die Einrichtung einer eigenen Pfarrei und wurden hierbei von der Regierung Vorderösterreichs unterstützt. 1786 wurden in der Herrschaft Schramberg die Pfarreien neu geordnet. Im Frühjahr 1788 kam mit Alois Neff der erste katholische Seelsorger nach Tennenbronn. Im Wiesenbauernhof wurde ein Raum für Gottesdienste eingerichtet und mit Objekten ausgestattet, die aus der geschlossenen Jesuitenkirche in Rottenburg und aus den Kapellen Hugswald und Falkenstein entfernt worden waren. Im April 1792 brannte der Wiesenbauernhof ab und am Platz, der eigentlich für den Bau einer neuen katholischen Kirche vorgesehen war, wurde eine hölzerne Notkirche errichtet. 1815 wurde die Notkirche wegen Baufälligkeit abgebrochen. Es wurde beschlossen, ein neues Schulhaus zu bauen und in diesem einen Raum für den Gottesdienst einzurichten. 1816 wurde das Schulhaus gebaut, in dem ab 1817 Gottesdienste gefeiert werden, bis zu diesem Zeitpunkt hatten die Katholiken Gastrecht in der evangelischen Kirche. Das neue Schulhaus wurde bereits 1834 wegen seines desolaten Zustandes wieder abgerissen.

## Baugeschichte

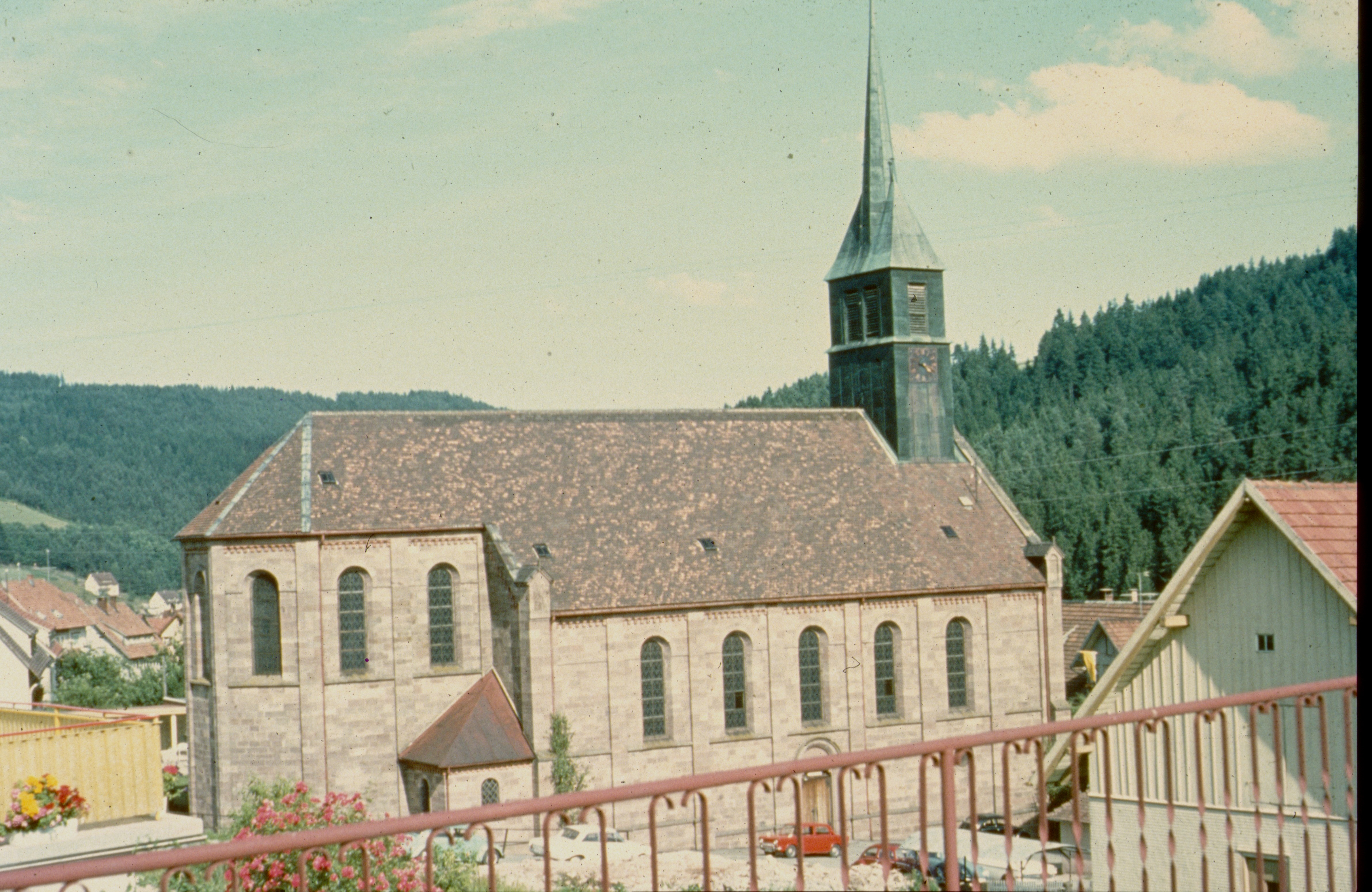
Die 1848 fertiggestellte alte Pfarrkirche (1967 abgebrochen)

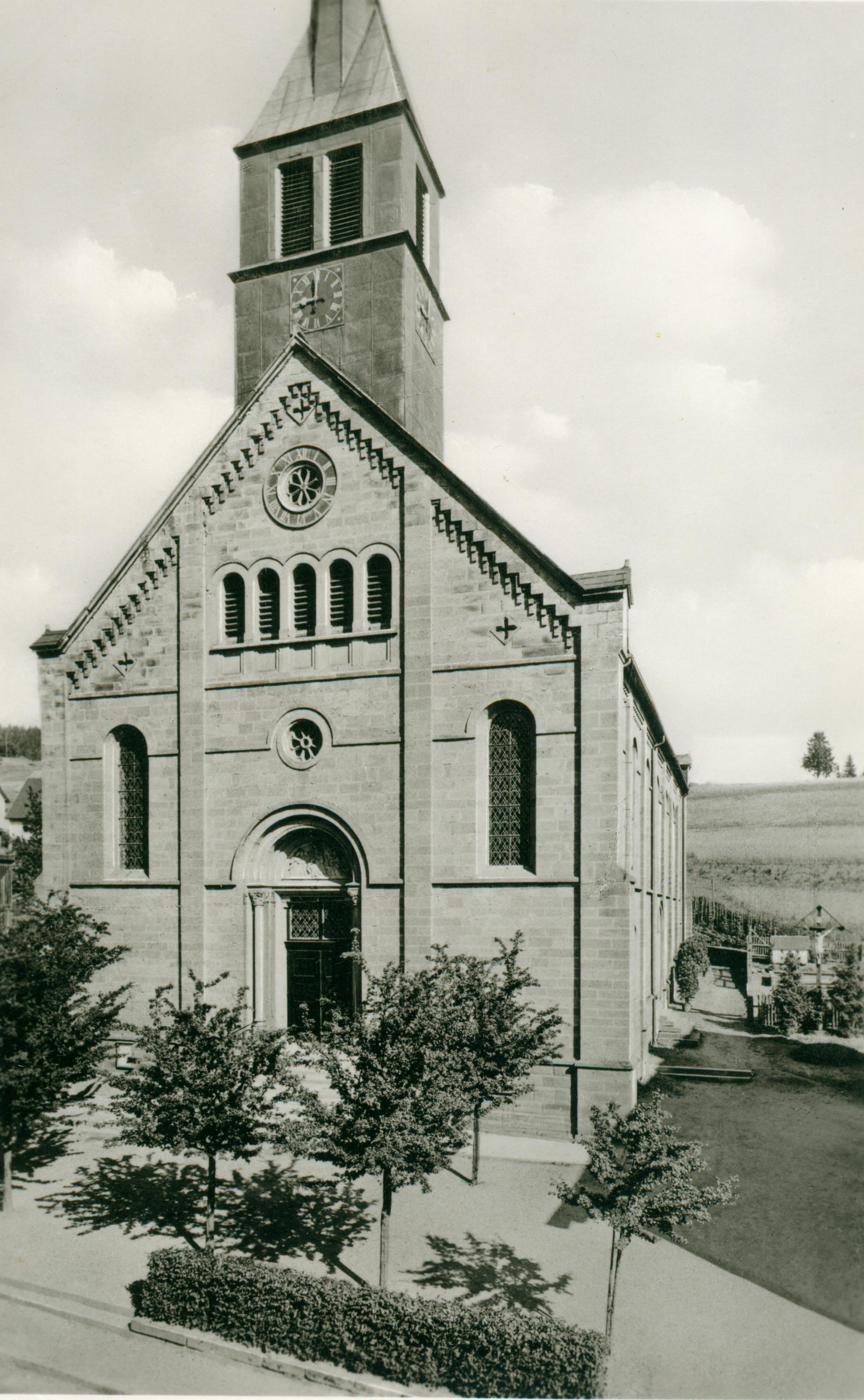
Alte Kirche mit dem 1901 errichteten Dachreiter

1846 wurden Pläne für einen Kirchenbau durch Bezirksbaumeister Lembke und Architekt Teufel gefertigt. Am 20. Juni 1847 erfolgte die Grundsteinlegung für die neue Kirche. Es entstand ein Bau mit den Stilmerkmalen eines von Baudirektor Heinrich Hübsch entwickelten Schemas einfacher Landkirchen im sogenannten Rundbogenstil. 1848 war die Kirche weitgehend fertiggestellt und wurde am 22. November ihrer Bestimmung übergeben. Im selben Jahr wurde neben der Kirche das heute noch bestehende Pfarrhaus erbaut.
Auf einen Turm wurde damals aus Kostengründen verzichtet. Das Gotteshaus verfügte nur über einen Dachreiter mit Glocke über dem Hauptportalgiebel und Glocken im Dachraum der Kirche. Erst 1901 wurde nach Plänen des Erzbischöflichen Baudirektors Max Meckel ein Dachreiter mit spitzem Helmdach errichtet.
In den folgenden Jahrzehnten wurde die Kirche immer wieder mit neuen Ausstattungsstücken versehen, umgebaut, renoviert und dem Zeitgeschmack angepasst. 1919 wurde die alte Orgel verkauft und durch eine anonyme Spende eine neue Orgel angeschafft, 1931 wurde die Empore vergrößert.
Mit dem Anwachsen der Gemeinde in den Jahren nach dem Zweiten Weltkrieg fasste man zunächst Pläne für einen Umbau und eine Erweiterung des bestehenden Gotteshauses, bis man beschloss, die Kirche abzubrechen und durch einen großen Neubau zu ersetzen. 1967 wurde der 1847/48 errichtete Kirchenbau abgebrochen. Da das bestehende Gelände zu klein war, kaufte die Kirchengemeinde die Häuser Löwenstraße 19 und 21 hinzu, die ebenfalls 1967 abgerissen wurden.
Grundsteinlegung für die neue Kirche war am 20. Dezember 1970. Die Kirchweihe durch den Freiburger Erzbischof Hermann Schäufele fand am 9. Mai 1971 statt. 2011 wurde eine umfassende Renovierung und Umgestaltung des Innenraumes durchgeführt und neben der Überholung der technischen Anlagen der Altarbereich umgestaltet.  Der Altarraum wurde vergrößert und ins Kirchenschiff hinein erweitert. Tabernakel, Ambo und Taufstein wurden neu geschaffen. Eine wesentliche Veränderung erfuhr der Kirchenraum durch die neue Orgel, die nicht mehr wie bisher auf der Empore, sondern an exponierter Stelle über dem Altar positioniert wurde.

## Architektur
Der Entwurf des Neubaus stammt von Josef Laule, Architekt am Erzbischöflichen Bauamt Freiburg. Dominierende Baumaterialien der Kirche sind neben Sichtbeton, Glas und Holz vor allem die Schieferverkleidung im Außenbau. Das freitragende Kirchendach innen mit Holz verschalte Dach ist eine Stahlkonstruktion. Der Campanile aus Stahlbeton ist in seinem Material, Sichtbeton und Schiefer, auf den Kirchenbau abgestimmt. Zwei Seiten des Turms haben Uhrenzifferblätter. An der Innenseite des Turmschafts befindet sich eine Betonplastik, hinter der sich die Urkunde der Grundsteinlegung befindet.
Der Kirchenbau gliedert sich in fünf schiffartige Rahmen. Das Kircheninnere hat den Grundriss eines Kreisausschnitts, in dessen Spitze der Altar steht. Die Verbindungen der fünffach gegliederten Bauteile sind mit Kunstglas gestaltet. Die Glasfenster, Lichtbänder in den Farben Blau und Grau, wurden von Ludwig Schaffrath gestaltet.

## Innenausstattung

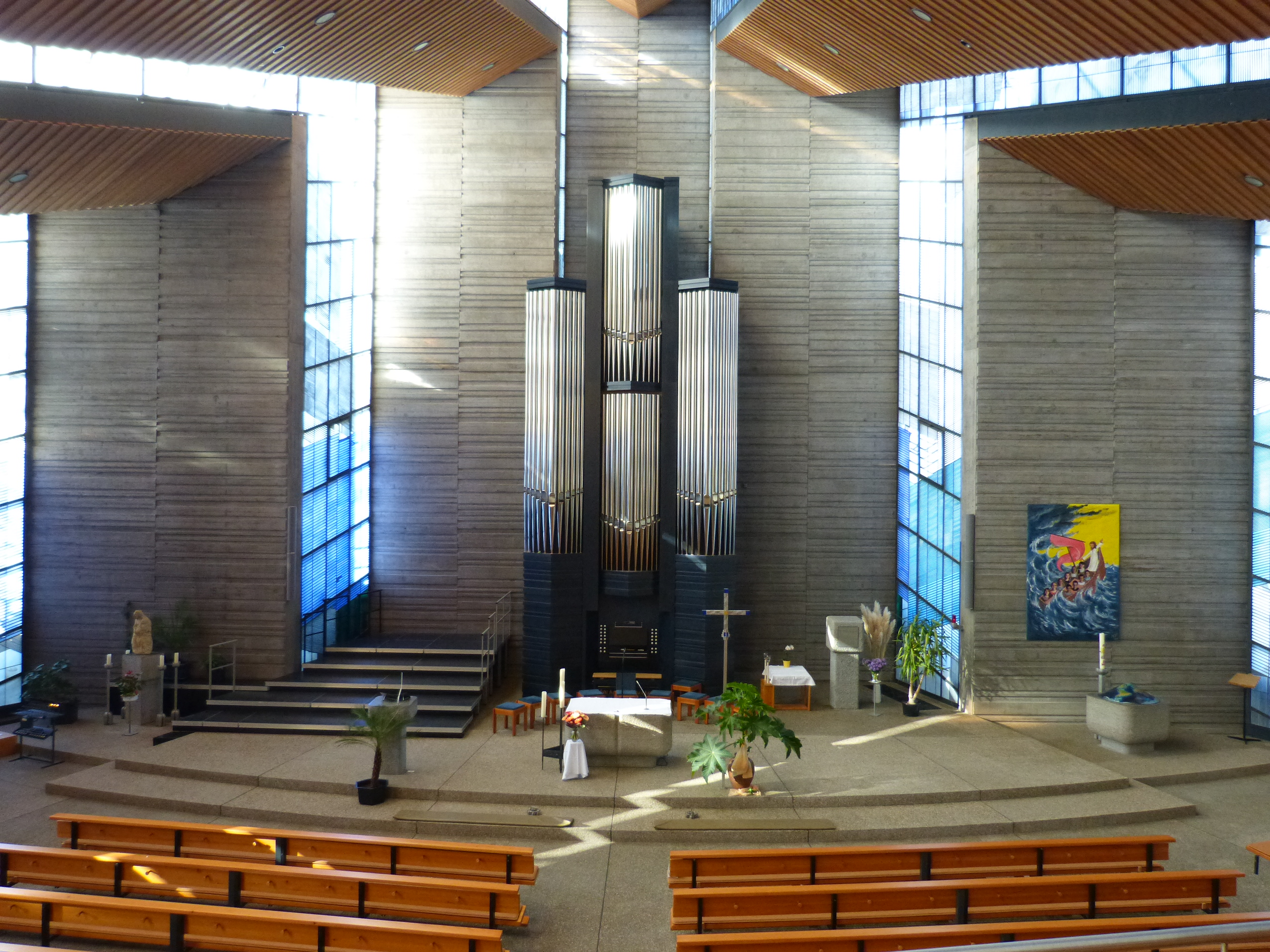
Innenansicht

### Altar, Ambo, Tabernakel, Taufstein
Der Altar gehört zur ursprünglichen Ausstattung und kam beim Neubau 1971 in die Kirche. Der Tabernakel und der Ambo aus Muschelkalk wurden bei der Renovierung 2011 installiert. Ebenfalls neu angefertigt wurde 2011 der Taufstein, der aus dem Material eines ehemaligen Seitenaltars gearbeitet wurde. Der Taufsteindeckel wurde als Weltkarte gestaltet. Die roten Linien zeigen an, an welchen Stellen der Welt zur Zeit der Entstehung des Deckels Kriege herrschten.

### Sonstige Ausstattung
Die Figur einer Madonna mit Kind, die 1970 für die Kirche erworben wurde, stammt aus dem 15. Jahrhundert und kommt vermutlich aus der 1880 zerstörten Erhardskapelle in Kaysersberg im Elsass. Das Gemälde „Taufe Jesu im Jordan durch Johannes den Täufer“ ist das ehemalige Hochaltargemälde der Vorgängerkirche und wurde 1848 von der Freiburger Malerin Creszentia Stadler (1797–1884) gestiftet. Das alte Missionskreuz sowie die Figuren des Heiligen Josef und des Heiligen Antonius stammen ebenfalls aus der alten Kirche. Die 14 Kreuzwegstationen wurden bei der Renovierung 2011 mit massiven Rahmen versehen.

### Orgel

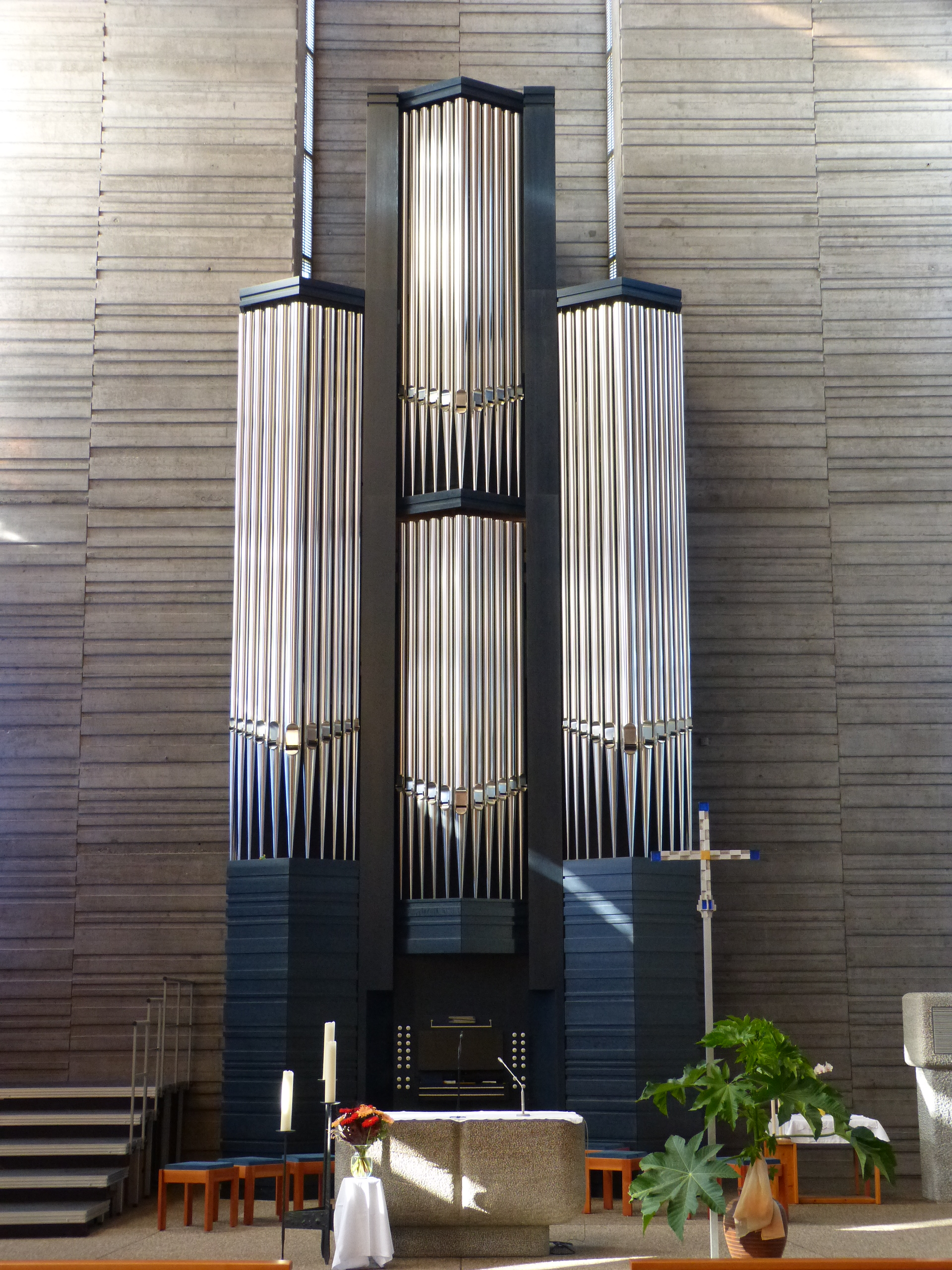
Orgel der Firma Seifert von 2012

Die Orgel von 1919 war ein Instrument der Firma Wilhelm Schwarz. Beim Abbruch der Kirche 1967 wurde die Orgel ausgelagert. Nach einem Umbau und einer Erweiterung von 15 auf 26 Register durch die Firma Winterhalter wurde sie 1973 in der neuen Kirche wieder aufgebaut. Da sich ihr Zustand  im Laufe der Jahre kontinuierlich verschlechterte, wurde 2001 ein Orgelförderverein zur Finanzierung einer neuen Orgel gegründet. Der Auftrag zum Orgelneubau ging an die Firma Seifert in Kevelaer. Diese Orgel aus dem Jahr 2012 verfügt über 27 Register auf zwei Manualen und Pedal und hat 1682 Pfeifen.

### Glocken
Im Zuge des Abbruchs der Kirche wurden die bisherigen vier Glocken am 10. und 11. August 1967 vom Turm geholt. Der Glockenstuhl wurde mitsamt den Glocken hinter dem Pfarrhaus wieder aufgebaut, sodass die Glocken dort während der Bauzeit der neuen Kirche zu den Sonntagsgottesdiensten in der Festhalle geläutet werden konnten.
Von den vier Glocken der alten Kirche wurden die drei 1955 angeschafften in das Geläute der neuen Kirche übernommen. Die kleinste Glocke von 1924, die als einzige den Zweiten Weltkrieg überstanden hatte, harmonierte nicht besonders gut mit den übrigen Glocken. So fiel die Entscheidung, die kleinste Glocke neu gießen zu lassen und gleichzeitig das Geläute um eine fünfte große Glocke zu erweitern. Die beiden neuen Glocken wurden wieder, wie bereits die drei vorhandenen Glocken von 1955, von Friedrich Wilhelm Schilling in Heidelberg gegossen. Sie wurden am Ostersonntag, 11. April 1971, von Dekan Bernhard Gebele aus Villingen geweiht.  
In den Uhrenschlag sind die Glocken 2, 3 und 4 für den Viertelstundenschlag integriert, die große Glocke 1 schlägt die vollen Stunden.
| Glocke | Name            | Schlagton | Gewicht | Durchmesser | Gussjahr | Inschrift |
| ------ | --------------- | --------- | ------- | ----------- | -------- | --- |
| 1      | Kreuzglocke     | e′+4      | 1286 kg | 1230 mm     | 1971     | Unus Dominus, una fides, unum baptisma (Ein Herr, ein Glaube, eine Taufe)                                                                                            |
| 2      | Christusglocke  | fis′+1    | 825 kg  | 1080 mm     | 1955     | O rex gloriae, Christe, veni cum pace (O König der Herrlichkeit, Christus, komme mit Frieden)                                                                        |
| 3      | Marienglocke    | a′+4      | 455 kg  | 890 mm      | 1955     | Ave Maria, regina caelorum (Sei gegrüßt Maria, Königin des Himmels)                                                                                                  |
| 4      | Johannesglocke  | h′+1      | 328 kg  | 799 mm      | 1955     | Vox clamantis in deserto, parate viam Domini (Stimme des Rufenden in der Wüste, bereitet den Weg des Herrn)                                                          |
| 5      | Wendelinsglocke | cis″+4    | 240 kg  | 720 mm      | 1971     | Sancte Wendeline, sub tuam protectionem, agricolas et animalia, domus et campos (Heiliger Wendelin, deiner Fürsprache empfehlen wir Bauern und Tiere, Haus und Feld) |

## Pfarrsaal
Unter dem Kirchplatz befindet sich ein Pfarrsaal und weitere Nebenräume. Im Eingangsbereich befinden sich verschiedene Objekte aus dem Vorgängerbau, neben dem alten Wetterhahn auch das Uhrwerk der alten Turmuhr aus dem Jahre 1873, das beim Abbruch der alten Kirche 1967 ausgebaut wurde.